# James Hill (Fußballspieler)
James Clayton Hill (* 10. Januar 2002 in Bristol) ist ein englischer Fußballspieler, der beim AFC Bournemouth in der Premier League unter Vertrag steht.

## Karriere

### Verein
James Hill wurde in Bristol als Sohn des englischen Fußballspielers Matt Hill geboren als dieser für Bristol City spielte. Er begann seine Karriere in den Jugendmannschaften von Fleetwood Town, für die er bis 2018 spielte. Am 28. August 2018 gab Hill sein Debüt für die erste Mannschaft von Fleetwood im EFL Cup gegen Leicester City. Er war bei seinem Debüt erst 16 Jahre alt, womit Hill der jüngste je eingesetzte Spieler in der ersten Mannschaft aller Zeiten wurde. Im Februar 2019 erhielt er seinen ersten Vertrag als Profi.
Am 19. April 2019 kam er gegen Peterborough United zu seinem Ligadebüt für den Drittligisten, als er für Nathan Sheron eingewechselt wurde. Nur drei Tage später spielte Hill erstmals in der Startelf gegen den FC Blackpool. In der folgenden Spielzeit 2019/20 blieb er ohne Einsatz, als er 13-Mal als ungenutzter Ersatzspieler auf der Bank saß. Ab der Saison 2020/21 kam er regelmäßig zum Einsatz. Im September 2021 gelang ihm bei einem 2:2 im Drittligaspiel gegen Cambridge United sein erstes Tor als Profi.
Im Januar 2022 wechselte der 19-Jährige Hill zum Zweitligisten AFC Bournemouth für eine Ablösesumme von einer Million Pfund und unterzeichnete einen Viereinhalbjahresvertrag. Nach seiner Ankunft absolvierte er ein Zweitligaspiel gegen den FC Barnsley und ein FA-Cup-Spiel gegen den FC Boreham Wood. Am Ende der Saison 2021/22 stieg der Verein in die Premier League auf. Unter dem neuen Trainer Gary O’Neil kam er in der folgenden Halbserie der Saison 2022/23 lediglich im EFL Cup gegen Norwich City und dem FC Everton auf Spielminuten.
Er wechselte daraufhin im Januar 2023 auf Leihbasis zu Heart of Midlothian in die Scottish Premiership. Im Sommer 2023 erfolgte eine weitere Leihe zu den Blackburn Rovers, die im Januar 2024 vorzeitig beendet wurde.

### Nationalmannschaft
James Hill debütierte im September 2021 in der englischen U20-Nationalmannschaft gegen Rumänien in der U20 Elite League. In seinem dritten Spiel für diese Altersklasse gegen Tschechien im Oktober 2021 erzielte er beim 5:0-Sieg das letzte Tor der Engländer. Im Juni 2022 gab der Innenverteidiger sein Debüt in der U21 in einem Qualifikationsspiel für die anstehende U-21-Europameisterschaft 2023 gegen den Kosovo.